# Neuville-sur-Ornain
Neuville-sur-Ornain é uma comuna francesa na região administrativa de Grande Leste, no departamento de Meuse. Estende-se por uma área de 11,66 km². Em 2010 a comuna tinha 372 habitantes (densidade: 31,9 hab./km²).